# 井深文司
井深 文司（いぶか ぶんじ、1900年〈明治33年〉10月21日 - 没年不明）は、日本の大蔵省官僚、満洲国の文官。満洲国建国初期に税務関係のポストを歴任した。

## 来歴
東京市牛込区矢来町30番地（現・東京都新宿区矢来町30番地）に生まれる。本籍地も同じ。
1926年（大正15年）、東京帝国大学農学部水産科を卒業。
大蔵省に奉職し、税関鑑査官補に任じられる。ついで、税関鑑査官に任じられ神戸税関、大阪税関に奉職。
1932年（大同元年）3月1日に満州国が建国されると、翌1933年（大同2年）、満洲国の財務部税務司技正（薦任官七等）に就任。
1937年（康徳4年）、営口税関鑑査科長（薦任官四等）となる。その後、安東税関鑑査科長を経て、1939年（康徳6年）12月、安東税関第一鑑査科長兼第二鑑査科長（薦任官一等）に任じられる。
1942年（康徳9年）6月、大連税関統轄鑑査科長（簡任官二等）を拝命。
満州国建国初期からの功労により、正七位、勲五等に叙された。

## 家族
井深家の先祖は、室町時代初期の大塔合戦に「井深氏」としてその名が登場する。守護小笠原氏の一族で侍大将として善光寺に入り、現在の長野市後町において、もっぱら政務に携わったのが井深勘解由左衛門である。大塔合戦敗戦後は、小笠原氏の本拠である現在の松本市近くの岡田伊深にある伊深城山を拠点として戦国時代をむかえた。武田信玄の信濃侵攻により主家の小笠原氏が出奔したため、隣接地の武田側領主である大日方氏に仲介を依頼し武田氏に従属した。
- 本人：井深文司
- 妻：井深喜美子（1908年生）
  - 長男：井深憲一（1934年生）
  - 妻：井深恵子（1944年生、高木恵成の長女）
    - 孫（長男）：井深克憲[5]
    - 孫（二男）：井深仁司
    - 妻：井深美香（板垣退助玄孫[6]）

  - 長女：井深良子（1930年生）

## 補註
1. ↑  『最新 満洲国人名鑑』満洲帝国国務院総務庁編、明文社、1934年
2. ↑  『満洲紳士録（第1版）』中西利八編、東京・満蒙資料協会、1937年
3. ↑  『満洲紳士録（第3版）』中西利八編、東京・満蒙資料協会、1940年
4. ↑  『満洲紳士録（第4版）』中西利八編、東京・満蒙資料協会、1943年
5. ↑  竹島卓, 野呂正行, 須永知之, 塚本有子, 井深克憲「PSI上の数式処理システムSAM」『全国大会講演論文集』第39回情報理論及び基礎技術、1989年10月、118頁、CRID 1050574047129612800、2023年8月4日閲覧。
6. ↑  “『板垣精神 : 明治維新百五十年・板垣退助先生薨去百回忌記念』”.  一般社団法人 板垣退助先生顕彰会 (2019年2月11日). 2019年8月15日閲覧。